# Château de Ludwigstein
Le château de Ludwigstein est un château du XVe siècle situé sur les bords de la rivière Werra, au nord de la ville de Witzenhausen dans le land de la Hesse en Allemagne. Fondé en 1415, la construction actuelle remonte aux XVIe et XXe siècles.

## Traduction
- (de) Cet article est partiellement ou en totalité issu de l’article de Wikipédia en allemand intitulé « Burg Ludwigstein » (voir la liste des auteurs).